# Attone I di Magonza
Attone I, in tedesco Hatto I, (Franconia, 850 – Magonza, 15 maggio 913) fu un abate dell'abbazia di Reichenau, di Ellwangen e di Lorsch, oltre che e arcivescovo di Magonza dall'891 fino alla sua morte.

## Biografia
Attone apparteneva ad una famiglia nobile della Svevia e venne probabilmente educato all'abbazia di Reichenau, della quale divenne abate nel 888. Fu inoltre abate dell'abbazia di Ellwangen.
Attone divenne noto alle cronache dal momento che Arnolfo di Carinzia lo nominò arcivescovo di Magonza nell'891, divenendo così suo uomo di fiducia e leale consigliere. Presiedette il concilio di Trebur nell'895 ed accompagnò il re nella sua visita in Italia tra l'894 e l'895, venendo accolto con grandi onori da papa Formoso. Nel 899, quando Arnolfo morì, Attone divenne reggente dell'impero e tutore del giovane re, Ludovico IV il Fanciullo, autorità che condivise con Sventiboldo, duca di Lorena e figlio illegittimo di Arnolfo.
Durante questi anni Attone non venne meno ad ogni modo ai propri interessi e nel 896 si assicurò l'abbazia di Ellwangen e nell'898 quella di Lorsch. Assistette la famiglia francona dei Corradinidi nelle loro faide contro i vecchi Babenberg per ottenere la supremazia in Franconia; dopo la battaglia di Fritzlar del 9 settembre 906 tra i vecchi Babenberg ed i Corradinidi organizzò la cattura e l'esecuzione del conte Adalberto di Babenberg, venendo meno alla promessa fatta di salvarlo. Attone mantenne la propria influenza durante l'intero regno di Ludovico IV sino alla morte del re nel 911 e pertanto promosse altrettanto largamente l'elezione di Corrado, duca di Franconia, al trono vacante. Quando sorsero dei contrasti tra Corrado ed il duca Enrico di Sassonia, Attone mediò ancora una volta e riuscì a garantire ulteriori possedimenti alla propria diocesi. Venne accusato di complicità nell'assassinio di Enrico I di Sassonia.
Morì il 15 maggio 913, secondo una leggenda, colpito da un fulmine; secondo un'altra leggenda venne gettato ancora vivo dal demonio nel cratere dell'Etna. La sua memoria è stata a lungo considerata in Sassonia con grande ripugnanza, e storie di crudeltà e tradimento si sono raccolte intorno al suo nome.
La leggenda della Torre dei topi a Bingen è legata ad Attone I e Attone II, che fu arcivescovo di Magonza dal 968 al 970. Quest'ultimo Attone costruì la chiesa di San Giorgio sull'isola di Reichenau, fu generoso con la sede di Magonza e con le abbazie di Fulda e Reichenau, e fu patrono del cronista Reginone, abate di Prum.